# Huonastrapia
Huonastrapia (Astrapia rothschildi) är en fågel i familjen paradisfåglar inom ordningen tättingar.

## Utbredning och systematik
Fågelns förekommer på nordöstra Nya Guinea, i bergstrakter på Huonhalvön). Den behandlas som monotypisk, det vill säga att den inte delas in i några underarter.

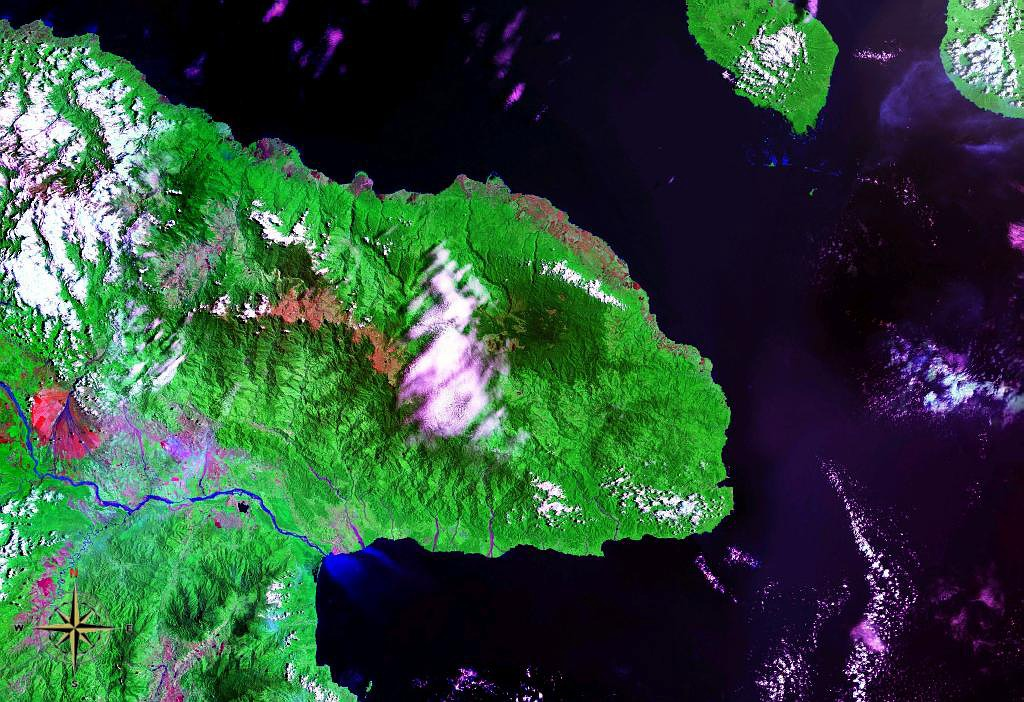
Fågeln förekommer endast på Huonhalvön i Papua Nya Guinea.

## Status
Arten har ett begränsat utbredningsområde, men beståndet anses vara stabilt. IUCN kategoriserar arten som livskraftig.